# La mafia non è più quella di una volta
La mafia non è più quella di una volta è un film documentario del 2019 diretto da Franco Maresco, séguito del suo Belluscone - Una storia siciliana (2014).
È stato presentato in concorso alla 76ª Mostra internazionale d'arte cinematografica di Venezia.

## Trama
Nel 2017, in occasione del venticinquesimo anniversario della strage di Capaci e di via D'Amelio, Franco Maresco si interroga su quanto degli ideali di Giovanni Falcone e Paolo Borsellino sia rimasto nell'Italia odierna, specie in Sicilia, e sul rapporto della sua popolazione con la mafia. A tal proposito, discute con la fotografa di mafia Letizia Battaglia, amareggiata dalle manipolazioni delle commemorazioni di Falcone e Borsellino da parte della classe politica italiana.
Maresco finisce per ritrovare anche Ciccio Mira, l'immarcescibile organizzatore di concerti neomelodici che nel 2013 era stato protagonista di Belluscone - Una storia siciliana: Mira sembra però molto cambiato rispetto al fervente difensore di mafiosi che era, e sta dando fondo alle sue finanze pur di organizzare un improbabile concerto neomelodico in onore di Falcone e Borsellino nel quartiere ZEN di Palermo. Tuttavia, i suoi discorsi continuano a tradire una certa nostalgia per la "mafia di una volta".

## Promozione
Il 23 maggio 2019 è stata pubblicata online la prima clip del film. Il 5 settembre è stato diffuso il primo trailer.

## Distribuzione
Il film è stato presentato in anteprima il 6 settembre 2019 alla Mostra internazionale d'arte cinematografica, nel concorso principale. È stato distribuito nelle sale cinematografiche italiane da Istituto Luce Cinecittà a partire dal 12 settembre dello stesso anno.

## Riconoscimenti
- 2019 - Mostra internazionale d'arte cinematografica[5]
  - Premio speciale della giuria a Franco Maresco
  - In competizione per il Leone d'oro al miglior film
- 2020 - David di Donatello[6]
  - Candidatura per il miglior documentario